# Атикамек (язык)
Атикамек (самоназвание — Atikamekw nehiromowin) — алгонкинский язык; один из диалектов кри, на котором говорят индейцы атикамек, проживающие в юго-восточном Квебеке.
Согласно переписи населения 2016 года, на языке говорило 6160 человек.

## О названии
Язык был назван в честь народа, говорящего на нём. Самоназвание дословно означает «сиг», иногда транскрибируется как Ahtikamekw, Attikamekw, Attikamek, Attimewk или Atikamek. 
Французские колонисты называли их Têtes-de-Boules, что значит «круглоголовые».

## Классификация
Атикамек относится к группе языков кри. Они, в свою очередь, относятся к центральной ветви алгонкинской подсемьи, алгской семьи.
Это единственный диалект кри, сохранивший звук /r/ (во всех остальных диалектах этот звук перешёл в /n/, /y/, /l/ или /ð/).

## Лингвогеография

### Ареал и численность
Согласно переписи населения 2016 года, на языке говорило 6160 человек.
На языке говорит одноимённое племя кри, которое живёт в канадской провинции Квебек. Язык распространён на территории от Ла-Тюк до Сантерр, у верховьях реки Сен-Морис (фр. Saint Maurice), в 200—400 км от Монреаля. Также на нём говорят в поселениях в резервациях Манаван, Обедживан и Вемотачи.

## Лингвистическая характеристика

### Фонетика и фонология

#### Согласные
Согласные звуки языка атикамек:
|               | Билабиальные | Альвеолярные | Пост-альвеолярные | Велярные | Глоттальные |
| ------------- | ------------ | ------------ | ----------------- | -------- | ----------- |
| Смычные       | [p] ⟨p⟩      | [t] ⟨t⟩      |                   | [k] ⟨k⟩  |             |
| Аффрикаты     |              |              | [tʃ] ⟨tc⟩         |          |             |
| Фрикативные   |              | [s] ⟨s⟩      | [ʃ] ⟨c⟩           |          | [h] ⟨h⟩     |
| Назальные     | [m] ⟨m⟩      | [n] ⟨n⟩      |                   |          |             |
| Аппроксиманты | [w] ⟨w⟩      |              |                   |          |             |
| Ударные       |              | [r] ⟨r⟩      |                   |          |             |

#### Гласные
Гласные звуки языка атикамек:
|                | Передние          | Средние | Задние            |
| -------------- | ----------------- | ------- | ----------------- |
| Верхние        | [i] ⟨i⟩, [iː] ⟨î⟩ |         |                   |
| Средне-верхние | [e] ⟨e⟩, [eː] ⟨ê⟩ |         | [o] ⟨o⟩, [oː] ⟨ô⟩ |
| Нижние         | [a] ⟨a⟩, [aː] ⟨â⟩ |         |                   |

### Лексика
В лексике языка атикамек имеется заметное число заимствований из языка оджибве.

## Атикамекская Википедия
Существует раздел Википедии на языке атикамек («Атикамекская Википедия»), первая правка в нём была сделана в 2017 году. По состоянию на 13:27 (UTC) 19 марта 2025 года раздел содержит 2062 статьи (общее число страниц — 3250); в нём зарегистрировано 5298 участников, 4 из них имеют статус администратора; 21 участник совершил какие-либо действия за последние 30 дней; общее число правок за время существования раздела составляет 16 097.